# Nassy de Anzorena
Nassy de Anzorena es una deportista mexicana que compitió en taekwondo. Ganó una medalla de oro en el Campeonato Panamericano de Taekwondo de 1988 en la categoría de –51 kg.

## Palmarés internacional
| Campeonato Panamericano | Campeonato Panamericano | Campeonato Panamericano | Campeonato Panamericano |
| Año                     | Lugar                   | Medalla                 | Categoría               |
| ----------------------- | ----------------------- | ----------------------- | ----------------------- |
| 1988                    | Lima (Perú)             | Medalla de oro          | –51 kg                  |